# Petra Gregorzewski
Petra Gregorzewski ist eine deutsche Filmtonmeisterin.

## Leben
Petra Gregorzewski begann 1987 ihre Tätigkeit als Ton-Assistentin. Seit 1997 ist sie als Tonmeisterin in verantwortlicher Funktion für den Originalton am Set zuständig. Sie arbeitet für Kinofilme, für TV-Spielfilm-Reihen wie Rosamunde Pilcher und TV-Krimireihen wie Polizeiruf 110, Tatort und Ein Fall für Zwei.
Petra Gregorzewski ist Mitglied im Verband Deutscher Tonmeister (VDT). Außerdem engagiert sie sich für die stärkere Sichtbarkeit von Frauen in Filmberufen und ist Mitglied im Frauennetzwerk Filmtonfrauen, einem professionellen Zusammenschluss von Frauen aus allen Filmtonbereichen.
Gregorzewski lebt in Hessen.

## Filmographie (Auswahl)
- 1988: Schön war die Zeit, Spielfilm, Regie: Leo Hiemer, Klaus Gietinger
- 1996: Tatort: Der Entscheider, TV-Krimi, Regie:
- 1997–2022: Ein Fall für Zwei, TV-Krimiserie, Regie: diverse
- 1999–2001: Die Kommissarin, TV-Serie, regie: diverse
- 2009–2012: Rosamunde Pilcher, TV-Reihe, Regie: diverse
- 2014: Frau Roggenschaubs Reise, TV-Spielfilm, Regie: Kai Wessel
- 2015: Jonathan, Kinofilm, Regie: Piotr Lewandowski
- 2018: Schöne heile Welt, TV-Spielfilm, Regie: Gernot Krää
- 2018: Polizeiruf 110: Crash, TV-Krimi, Regie: Torsten C. Fischer
- 2018: Lehmann. Gier frisst Herz. Dokufiction, Regie: Raymond Ley
- 2019: Polizeiruf 110: Zehn Rosen, TV-Krimi, Regie: Torsten C. Fischer
- 2021: Was man von hier aus sehen kann, Kinofilm, Regie: Aron Lehmann